# Hydra (альбом Otep)
Hydra — це шостий студійний альбом американського гурту Otep, який грає музику напрямку альтернативний метал. Альбом вийшов 22 січня 2013 року під лейблом Victory Records. Hydra — це концептуальний альбом. Він також є останнім музичним альбомом гурту.

## Сингл
Пісня «Apex Predator» вийшла як сингл із альбому Hydra 15 січня 2013 року. На цю пісню також було знято музичний відеокліп.

## Список треків
| #     | Назва                  | Тривалість |
| ----- | ---------------------- | ---------- |
| 1.    | «Rising»               | 2:28       |
| 2.    | «Blowtorch Nightlight» | 5:11       |
| 3.    | «Seduce & Destroy»     | 6:28       |
| 4.    | «Crush»                | 4:36       |
| 5.    | «Hematopia»            | 2:32       |
| 6.    | «Necromantic»          | 2:06       |
| 7.    | «Quarantine»           | 3:07       |
| 8.    | «Voyeur»               | 5:52       |
| 9.    | «Apex Predator»        | 5:23       |
| 10.   | «Feral Game»           | 5:17       |
| 11.   | «Livestock»            | 3:18       |
| 12.   | «Hag»                  | 3:31       |
| 13.   | «Theophagy»            | 22:48      |
| 72:37 |                        |            |

## Учасники
Склад гурту
- Отеп Шамая — вокал, голоси
- Aristotle — гітара, програмування
- Колін Мак-Кой — бас-гітара
- Ульріх Вайлд — програмування
- Трістан Воллес — програмування

Виробництво
- Джої Джеймс — дизайн, художнє опрацювання
- Джейсон Лінк — компонування
- Майк Като — менеджмент
- Raidar — асистент звукорежисера
- Aristotle — звукорежисер
- Трістан Воллес — звукорежисер
- Отеп Шамая — артдиректор, виконавчий продюсер
- Ульріх Вайлд — продюсер, звукорежисер, мастеринг, мікшування[11]

## Чарти
| Рік  | Чарт                   | Пікова позиція |
| ---- | ---------------------- | -------------- |
| 2013 | Billboard 200          | 133            |
| 2013 | Top Hard Rock Albums   | 9              |
| 2013 | Top Independent Albums | 22             |
| 2013 | Top Rock Albums        | 39             |